# 峰山1区
峰山1区（みねやまいっく）は、京都府京丹後市にある地名。峰山町1区、峰山町一区などとも表記される。

## 地理
京丹後市峰山地区（旧・中郡峰山町）の北側に位置する。おおむね峰山町吉原（みねやまちょうよしわら）、峰山町不断（みねやまちょうふだん）、峰山町四軒（みねやまちょうしけん）、峰山町赤坂（みねやまちょうあかさか）の4の大字で構成されている。

### 構成する大字
- 峰山町吉原
- 峰山町不断
- 峰山町四軒
- 峰山町赤坂

## 歴史

### 中世・近世

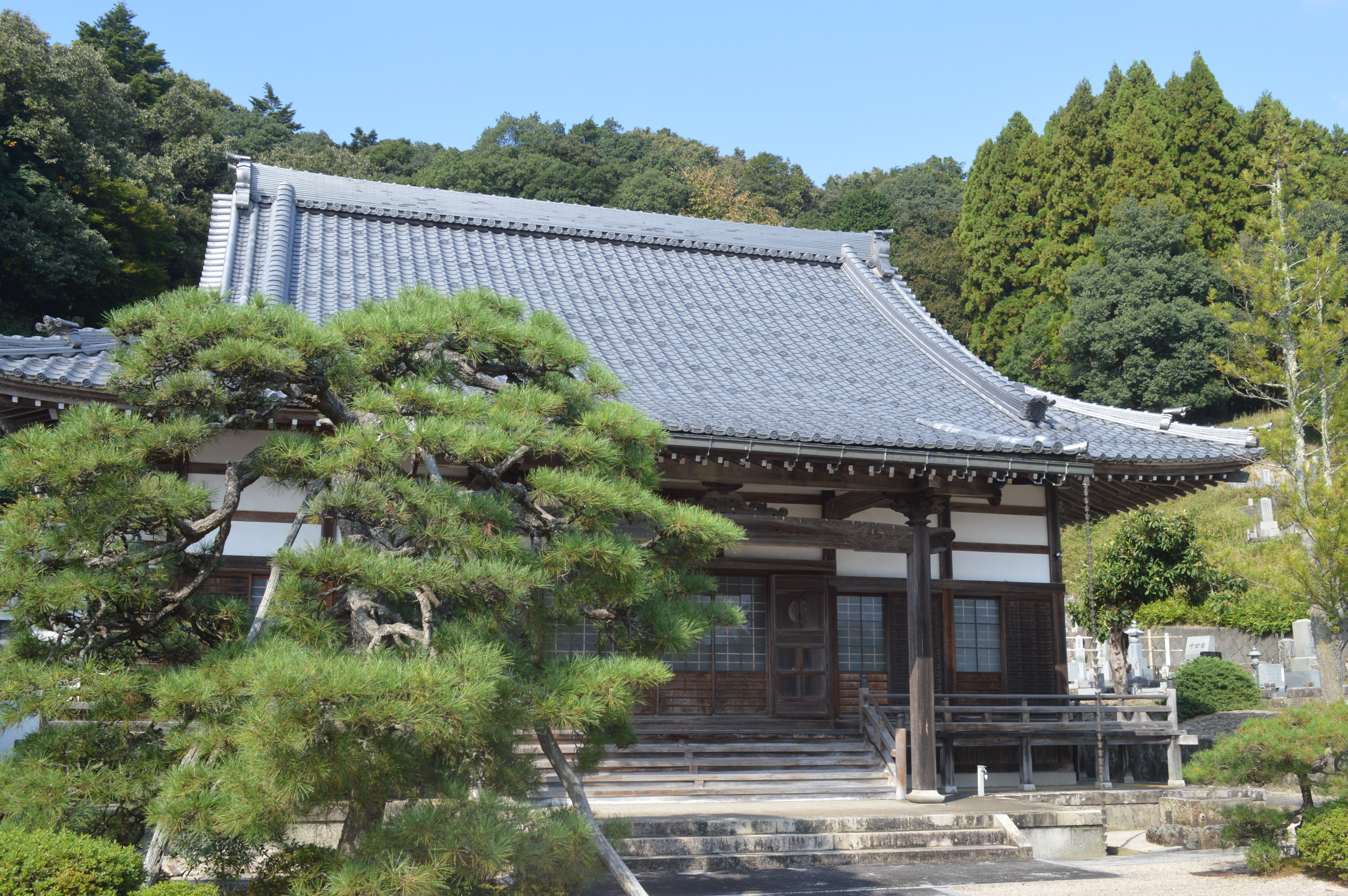
常立寺

鎌倉時代には丹後国丹波郡に吉原荘という荘園があり、小西川の流域一帯を範囲としていたとされる。
天文24年（1555年）、徳及阿闍梨によって常立寺が創建された。天正10年（1582年）、細川興元は一色氏の山城である吉原山城の麓に嶺山（峰山）の城下町を建設した。元和2年（1616年）には京極高通によって峰山陣屋が構えられ、元和8年（1622年）には峯山藩が立藩された。
江戸時代には吉原庄という広域地名があり、「文化郷村帳」は峰山町村・安村・西山村・小西村・杉谷村の5か村を、『丹哥府志』では峰山町村・安村・西山村・小西村・杉谷村・菅村・丹波村・矢田村・橋木村・赤坂村・石丸村の11か村が吉原庄とされている。陣屋町としての峰山の町が発展するにつれて、吉原庄という概念は薄れていった。
享保年間（1716年～1736年）には、絹屋佐平治（森田治郎兵衛）によって丹後ちりめんが生み出されて峯山藩の特産品となった。

### 近代

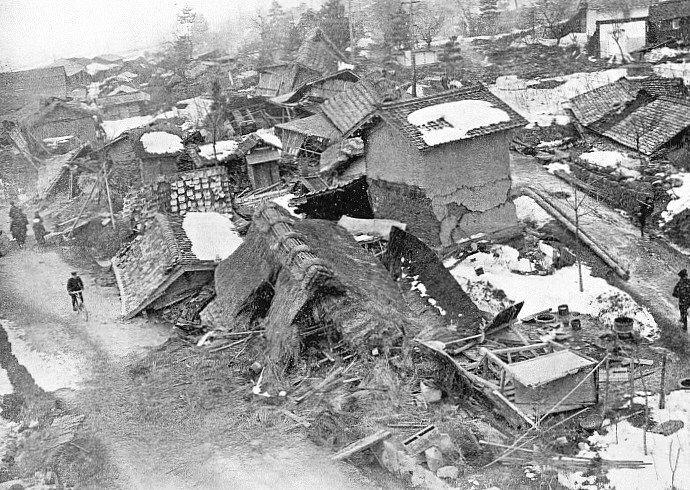
北丹後地震で壊滅した峰山町

1869年（明治2年）には峰山町の町の分合や改称が行われ、不断町、上町、織元町、室町、呉服町、浪花町、白銀町、泉町、御旅町、堺町、富貴屋町の11か町となったが、後に吉原町、古殿町、光明寺町、四軒町が加わって15か町となった。廃藩置県後の1871年（明治4年）にはまず峰山県の所属となり、次いで豊岡県の所属となった後、1876年（明治9年）に京都府の所属で落ち着いた。1889年（明治22年）、町村制にともなって中郡峰山町や吉原村が発足した。
1927年（昭和2年）3月7日には北丹後地震が発生し、峰山町における倒壊率は98.8%、焼失率は83.6%、死亡率は24.3%にも達した。不断では倒壊率100%、焼失率95.3%を記録したが、峰山市街地から離れている吉原は大規模な火災を免れている。
| 1927年3月7日の北丹後地震における被害 | 1927年3月7日の北丹後地震における被害 | 1927年3月7日の北丹後地震における被害 | 1927年3月7日の北丹後地震における被害 | 1927年3月7日の北丹後地震における被害 | 1927年3月7日の北丹後地震における被害 |
| 字                                   | 総戸数                               | 倒壊戸数（倒壊率）                   | 焼失戸数（焼失率）                   | 人口                                 | 死者数（死亡率）                     |
| ------------------------------------ | ------------------------------------ | ------------------------------------ | ------------------------------------ | ------------------------------------ | ------------------------------------ |
| 吉原                                 | 67戸                                 | 66戸（98.5%）                        | 26戸（38.8%）                        | 313人                                | 61人（19.4%）                        |
| 不断                                 | 43戸                                 | 43戸（100%）                         | 41戸（95.3%）                        | 173人                                | 45人（26.0%）                        |
| 峰山町計                             | 1035戸                               | 1006戸（98.8%）                      | 849戸（83.6%）                       | 4584人                               | 1103人（24.3%）                      |

### 現代
1955年（昭和30年）1月1日、峰山町・吉原村・五箇村・新山村・丹波村の1町4村が合併、改めて峰山町が発足し、峰山町の字として吉原、不断、四軒、赤坂が設置された。2004年（平成16年）4月1日、峰山町・大宮町・弥栄町・網野町・久美浜町・丹後町の6町が合併して京丹後市が発足し、京丹後市の大字として峰山町吉原、峰山町不断、峰山町四軒、峰山町赤坂が設置された。

## 施設

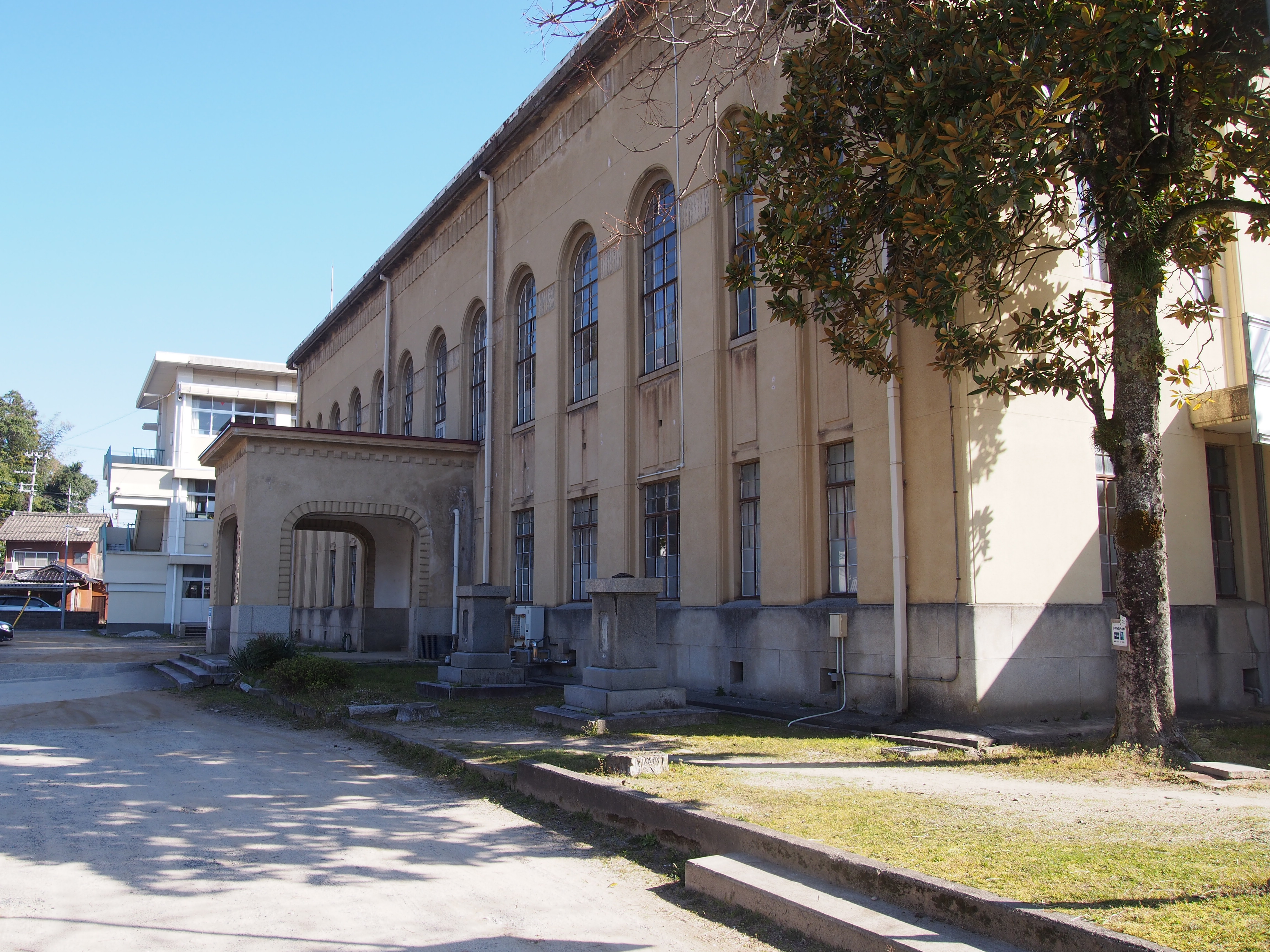
京丹後市立峰山小学校

- 京丹後市立峰山小学校
- 一区区民公民館
- 桜尾公園

### 峰山小学校
峰山小学校は「峰山1区のシンボル」とされる。峯山藩の藩校として敬業堂（敬業館）があったが、学制発布後の1869年（明治2年）には敬業館が廃され、峰山吉原小学校として創立された。1887年（明治20年）には峰山尋常小学校に改称。1927年（昭和2年）の北丹後地震では校舎が壊滅したほか、教員8名死亡、園児・児童・生徒204人死亡という甚大な被害を出した。
復興過程の1929年（昭和4年）に鉄筋コンクリート造の本館が完成した。なお、峰山小学校と同じ一井九平の設計によって、小学校と同年には丹後震災記念館も竣工している。1947年（昭和22年）には学校教育法によって峰山町立峰山小学校に改称し、2004年（平成16年）には京丹後市が発足したことで京丹後市立峰山小学校に改称した。

## 名所・旧跡

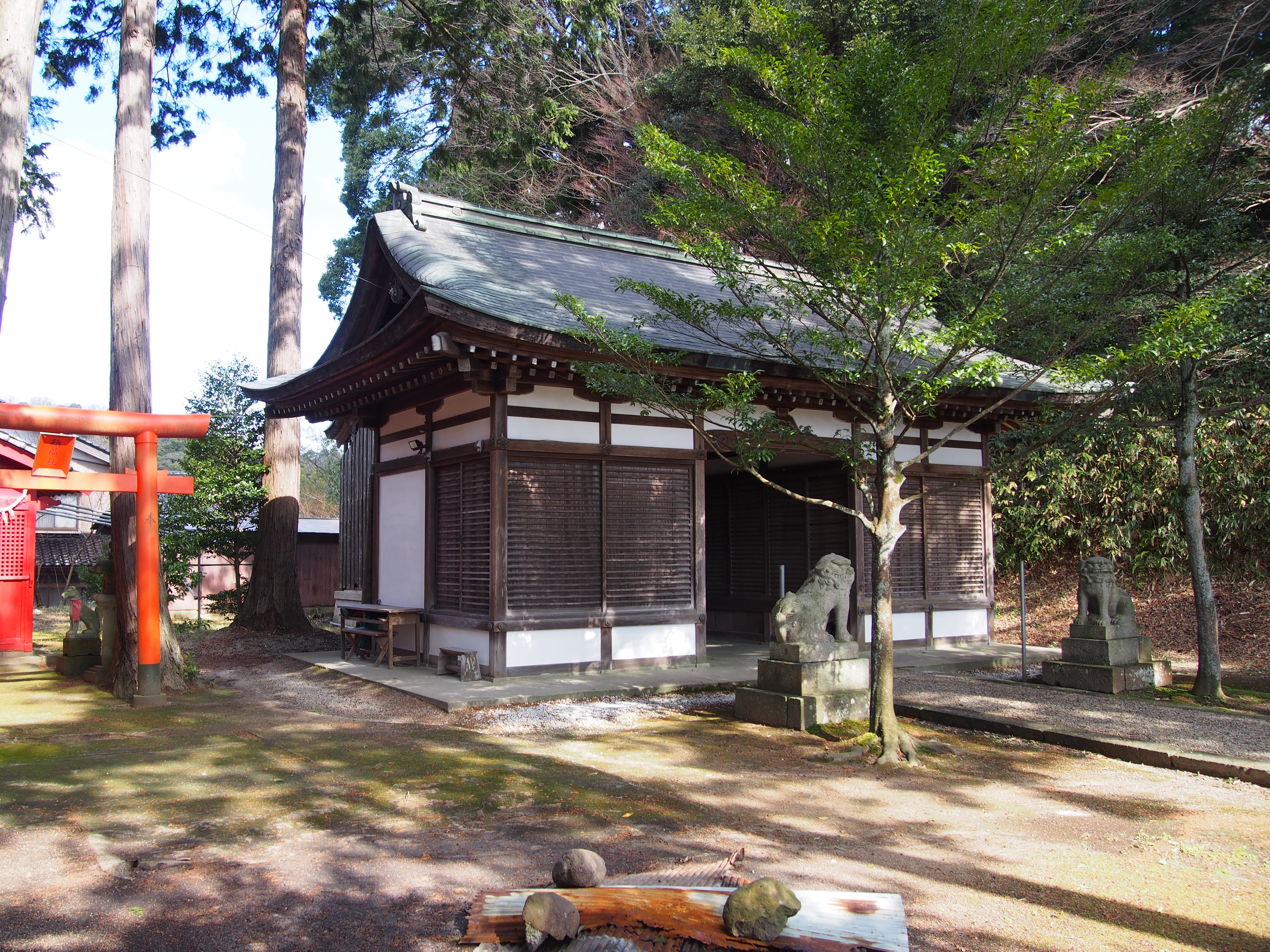
金峰神社

- 金峰神社 - 1930年（昭和5年）に権現山から桜尾公園の現在地に移された神社[10]。「峰山最古の神社」とされる[1]。金刀比羅神社の神輿渡御祭では御旅所となる[11]。
- 金峰神社奥宮 - 1930年（昭和5年）までの金峰神社の本宮。かつて吉原山城があった権現山に鎮座する[12]。
- 吉原山城本丸跡 - 標高180メートルの吉原山に築かれた山城[1]。
- 峰山陣屋跡（京極陣屋跡）
  - 峰山陣屋跡のエノキ - 推定樹齢は250年～300年[13]。京丹後市指定天然記念物[13]。
- 常立寺 - 峯山藩の藩主を務めた京極氏の菩提寺。「絹本著色釈迦十六善神像」「絹本著色不動明王像」「紙本著色京極家歴代藩主肖像画」は京丹後市指定文化財[14]。
  - 京極家墓所 - 京極家初代京極高通から第14代京極高鋭までの墓[15]。京都府を代表する近世大名墓所とされている[15]。京都府指定文化財[15]。
  - 森田治郎兵衛翁の墓 - 丹後ちりめんの創始者のひとりである絹屋佐平治（森田治郎兵衛）の墓。

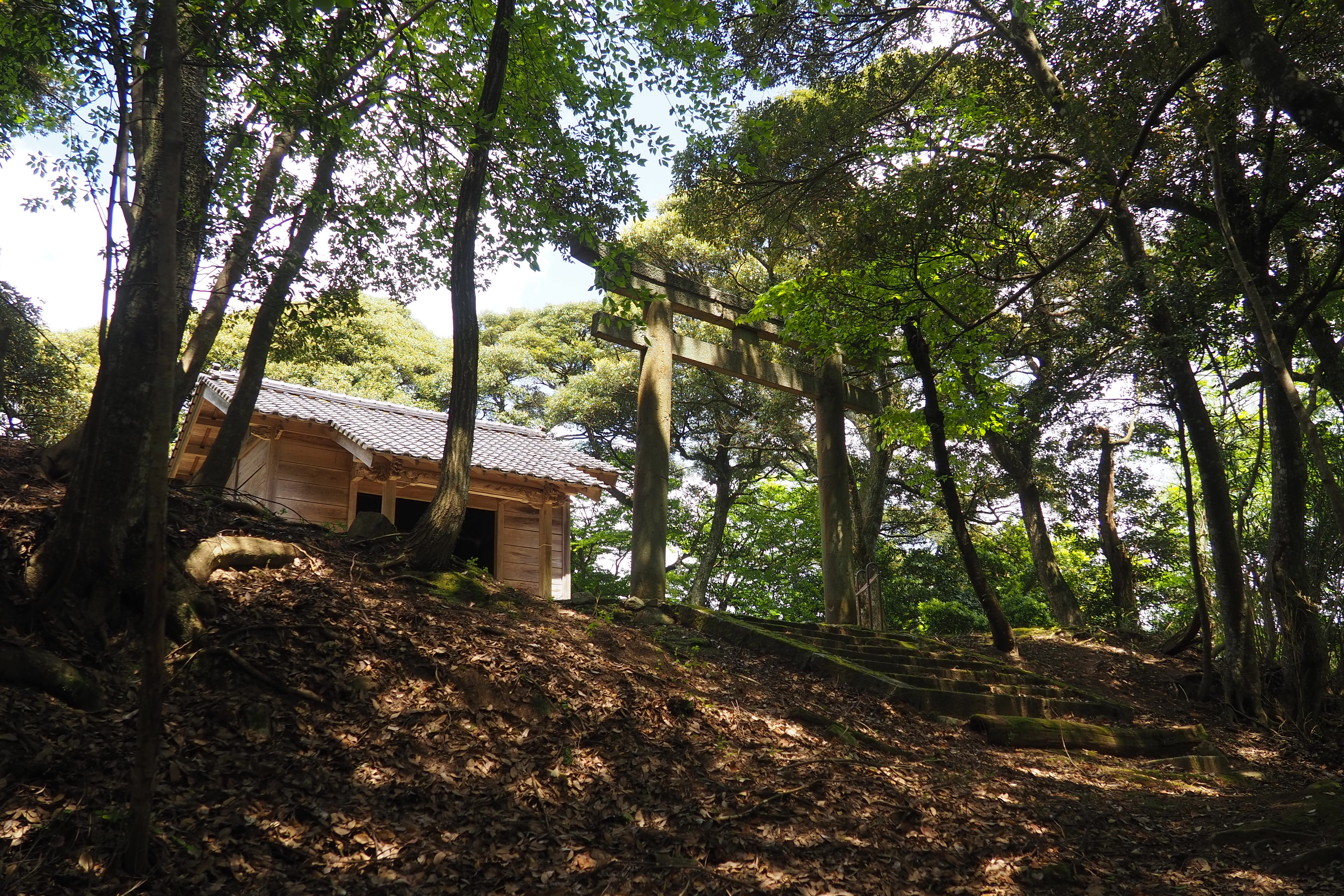
金峰神社奥宮
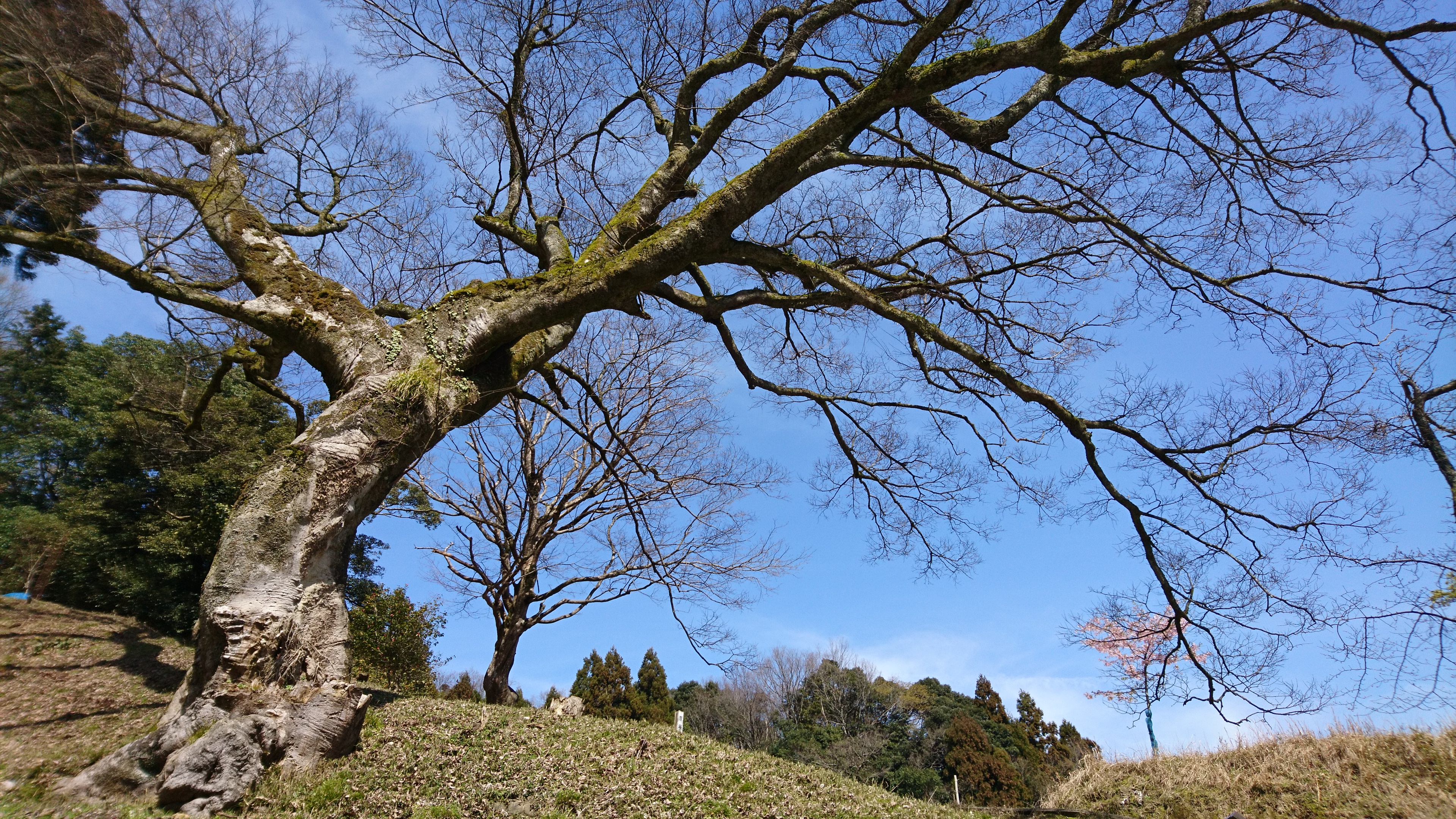
峰山陣屋跡のエノキ
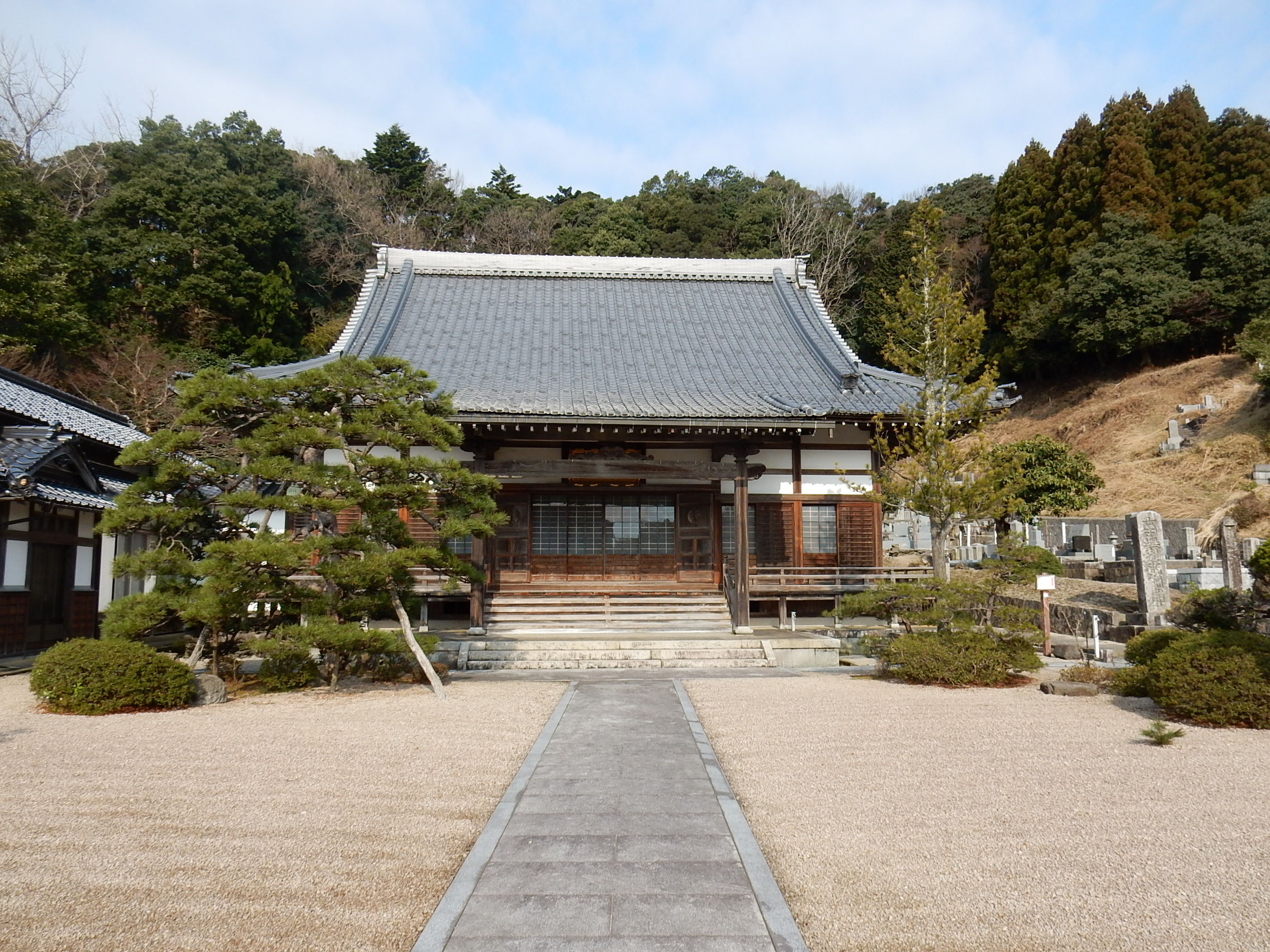
常立寺
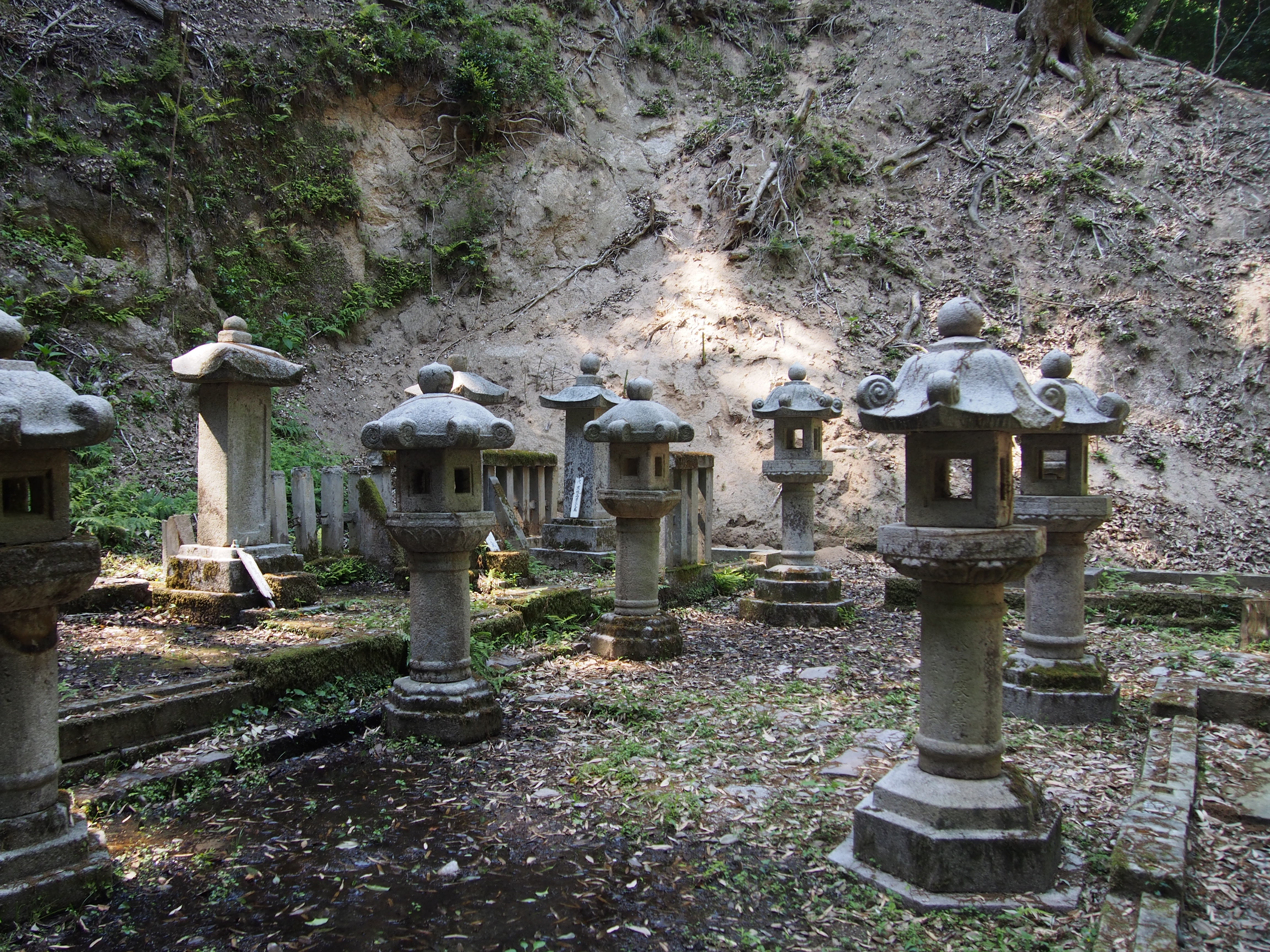
峯山藩主京極家墓所
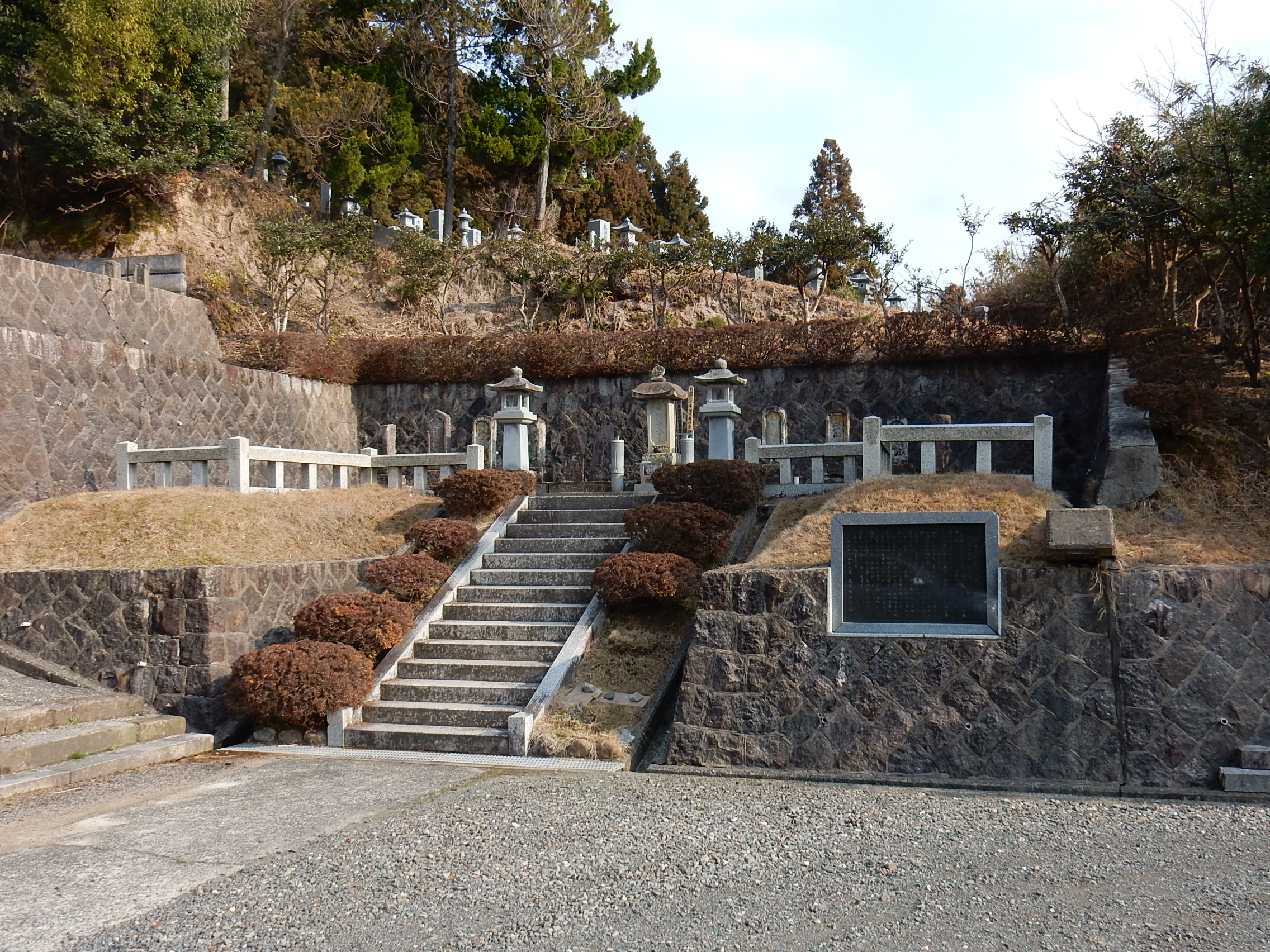
森田治郎兵衛翁の墓